# Lee Byeong-gu
Lee Byeong-gu (이병구?; Seul, 20 giugno 1942) è un ex cestista sudcoreano.

## Carriera
Con la Corea del Sud ha disputato i Giochi di Tokyo 1964 e di Città del Messico 1968, oltre ai Campionati del mondo del 1970.